# نزلة الشوبك
قرية نزلة الشوبك هي إحدى القرى التابعة لمركز البدرشين في محافظة الجيزة في جمهورية مصر العربية. حسب إحصاءات سنة 2006، بلغ إجمالي السكان في نزلة الشوبك 5798 نسمة، منهم 3008 رجل و2790 امرأة.